# Lucien Febvre
Lucien Febvre (22. července 1878, Nancy – 25. září 1956, Saint-Amour) byl francouzský historik a jeden ze zakladatelů dějepisecké školy Annales.

## Život
Studoval École normale supérieure (1899–1902), disertaci obhájil v roce 1911.
Jako voják se účastnil první světové války a po ní byl jmenován na univerzitu ve Štrasburku, kde se seznámil s Marcem Blochem. V roce 1933 nastoupil v Paříži na College de France. Během druhé světové války vedl sám časopis Annales d'historie économique et sociale, který byl stěžejním zpravodajem nových tendencí v dějepisectví.
V roce 1947 založil VI. sekci École des hautes études en sciences sociales a L'Association de Marc Bloch.

## Dílo
- Philippe II et le Franche Comté (1911) – disertace
- Un destin: Martin Luther (1928)
- Le probléme de l'incroyance; la réligion de Rabelais (1942)
- L'amour sacre, l'amour profane; autour de l'Héptameron (1944)
- Combats pour l'histoire – poválečný soubor článků a recenzí (česky: Žít historií)